# 阿藤正一
阿藤 正一（あとう しょういち）は、日本の撮影監督。

## 経歴
1998年、中島哲也監督の『夏時間の大人たち』で撮影監督デビューを果たす。以降、中島監督作に起用され続けている。日本アカデミー賞優秀撮影賞を3度受賞。『パコと魔法の絵本』と『告白』は尾澤篤史との共同受賞。

## 主な撮影作品

### 映画
- 夏時間の大人たち （1997年）
- Beautiful Sunday （1998年）
- Tokyo.sora （2002年）
- 下妻物語 （2004年）
- 嫌われ松子の一生 （2006年）
- 腑抜けども、悲しみの愛を見せろ （2007年）
- パコと魔法の絵本 （2008年）
- 鈍獣 （2009年）
- クヒオ大佐 （2009年）
- 告白 （2010年）
- 渇き。（2014年）
- 寄生獣・寄生獣 完結編 （2014年/2015年）
- 世界から猫が消えたなら（2016年）
- SUNNY 強い気持ち・強い愛（2018年）
- AI崩壊（2020年）

### ドラマ
- 世にも奇妙な物語 2001年秋の特別編 『ママ新発売!』（2001年、フジテレビ）[1]
- 私立探偵 濱マイク 9話「ミスター・ニッポン〜21世紀の男」（2002年、読売テレビ）
- X'smap〜虎とライオンと五人の男〜 （2004年、フジテレビ）
- 地面師たち（2024年、Netflix）

### CM
- 『JALカード』[2]
- 『e2 by スカパー!』
- 『キヤノン SELPHY』

## 受賞歴
- 2007年 第30回日本アカデミー賞：優秀撮影賞『嫌われ松子の一生』[3]
- 2008年 第29回ヨコハマ映画祭：撮影賞『腑抜けども、悲しみの愛を見せろ』
- 2009年 第32回日本アカデミー賞：優秀撮影賞『パコと魔法の絵本』[4]
- 2009年 第3回アジア・フィルム・アワード：撮影賞『パコと魔法の絵本』
- 2011年 第34回日本アカデミー賞：優秀撮影賞『告白』[5]